# Đông y Nhật Bản
Đông y Nhật Bản (漢方医学 / Kan po i gaku / Hán phương y học / y học theo phương pháp của người Hán) là ngành đông y nghiên cứu và phát triển thảo dược Trung Hoa tại Nhật Bản. Các nguyên tắc cơ bản của y học cổ truyền Trung Quốc đã đến Nhật Bản từ khoảng thế kỷ 7 và 9. Kể từ đó, người Nhật đã tạo ra hệ thống độc đáo của riêng họ về chẩn đoán và điều trị. Y học cổ truyền Nhật Bản sử dụng hầu hết các phương pháp điều trị của Trung Quốc bao gồm châm cứu. Nhưng đông y Nhật hiện đại tập trung vào nghiên cứu các loại thảo mộc.